# Epania mundali
Epania mundali är en skalbaggsart som beskrevs av Gardner 1942. Epania mundali ingår i släktet Epania och familjen långhorningar. Inga underarter finns listade i Catalogue of Life.